# Enzo Herrera
Enzo Herrera, vollständiger Name Enzo Gerardo Herrera Morales, (* 4. Februar 1992 in Paysandú) ist ein uruguayischer Fußballspieler.

## Karriere
Der 1,83 Meter große Offensivakteur Herrera stand zu Beginn seiner Karriere In der Saison 2010/11 in Reihen der Reservemannschaft (Formativas) des in Montevideo beheimateten Klubs Liverpool Montevideo. In den Spielzeiten 2011/12 und 2012/13 absolvierte er für die Profimannschaft der Montevideaner insgesamt zwölf Spiele (kein Tor) der Primera División und zwei Partien (kein Tor) in der Copa Sudamericana 2012. Anfang August 2013 wechselte er auf Leihbasis zum Ligakonkurrenten Club Atlético Rentistas, für den er in acht Erstligabegegnungen auflief und drei Treffer erzielte. Ab Mitte April 2014 folgte eine weitere Ausleihe. Aufnehmender Verein war dieses Mal Club Almirante Brown aus Argentinien. Dort traf er einmal bei acht Einsätzen in der Primera B Metropolitana. Mitte September 2015 schloss er sich dem uruguayischen Zweitligisten Canadian Soccer Club an. In der Saison 2015/16 wurde er 19-mal in der Segunda División eingesetzt und schoss dabei zehn Tore. Anfang August 2016 wechselte er zum Cerro Largo FC. Bei den Osturuguayern bestritt er in der Saison 2016 zehn Zweitligaspiele und erzielte einen Treffer. Ende Januar 2017 verpflichtete ihn der Erstligaaufsteiger El Tanque Sisley, für den er in der Saison 2017 bislang (Stand: 24. Juli 2017) zwölfmal (zwei Tore) in der Liga auflief.